# Rozłam radziecko-albański

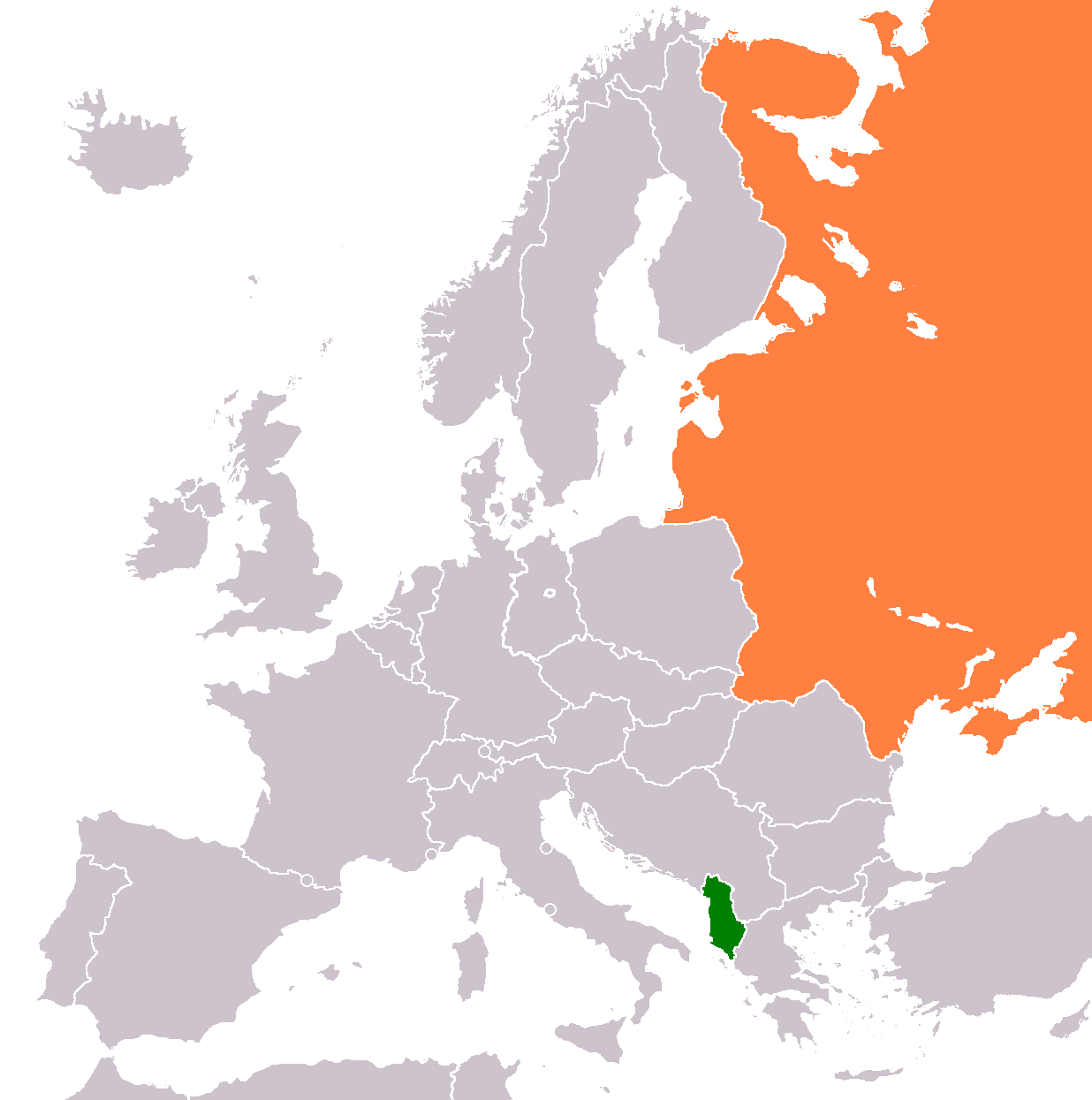
Mapa Europy, zaznaczone Albania (na zielono) i ZSRR (na pomarańczowo)

Rozłam radziecko-albański – pogorszenie relacji między Ludową Republiką Albanii a Związkiem Socjalistycznych Republik Radzieckich, do jakiego doszło w latach 1956-1961 i które zakończyło się całkowitym zerwaniem stosunków dyplomatycznych. W latach 1948–1960 ZSRR był w Albanii traktowany jako sojusznik strategiczny, a pomoc finansowa z Moskwy odgrywała podstawową rolę w rozwoju albańskiej gospodarki. Znaczenie Albanii w polityce radzieckiej było bardzo istotne, dopóki wrogie były stosunki ZSRR z Jugosławią. Gdy te zaczęły się poprawiać, a albański przywódca Enver Hoxha obawiał się dodatkowo odpowiedzialności za prowadzoną wcześniej politykę wewnętrzną opartą na wzorach stalinowskich, albańskie kierownictwo skorzystało z kryzysu w stosunkach radziecko-chińskich i przyjęło prochińską orientację w polityce zagranicznej.

## Albania i ZSRR po II wojnie światowej
II wojna światowa rozpoczęła się dla Albanii 7 kwietnia 1939 wraz z najazdem włoskim. Włochy, okupując kraj, wymusiły unię powołując protektorat, do którego w latach 1941-1943 przyłączono części terytoriów Czarnogóry, Serbii, Kosowa, Macedonii. Po kapitulacji Włoch 10 września 1943 Albanię okupowały wojska niemieckie. Opór okupacji niemieckiej stanowiła kierowana przez komunistów Armia Narodowo-Wyzwoleńcza. 20 października 1944 powołano prokomunistyczny rząd tymczasowy, 17 listopada wyzwolono Tiranę. 29 listopada wojska niemieckie oraz albańskie oddziały kolaboranckie  opuściły ostatnie miasto albańskie Szkodrę. Albania stała się jedynym krajem Europy, który wyzwolił się od okupacji bez pomocy wojsk radzieckich oraz koalicji zachodniej działających na terenie tego kraju. Okres II wojny światowej przyniósł Albanii znaczące straty ludnościowe (28-30 tys. ofiar śmiertelnych) i materialne. Najważniejszą siłą polityczną w wyzwolonym kraju byli komuniści, których armia partyzancka odegrała największą rolę w walkach z okupantami. W wyborach w grudniu 1945 jedyną listę wystawił Front Demokratyczny utworzony przez komunistów, inne partie nie otrzymały możliwości zarejestrowania kandydatów. Według oficjalnych danych na Front zagłosowało 93% wyborców; ustalenie w jakim stopniu je sfałszowano nie jest możliwe. W styczniu 1946 wyłonione w ten sposób Zgromadzenie Ludowe proklamowało Albańską Republikę Ludową.
Umacnianie władzy przez komunistów i represje przeciwko opozycji politycznej doprowadziły do zerwania kontaktów Albanii ze Stanami Zjednoczonymi, zaś po incydencie w Cieśninie Korfu zerwane zostały stosunki Tirany z Wielką Brytanią. Strategicznym sojusznikiem Albanii w latach 1946-1948 była Jugosławia. Do zerwania wzajemnych relacji doszło w 1948 – podczas rozłamu radziecko-jugosłowiańskiego Albania poparła ZSRR. ZSRR udzielał przez kilka kolejnych lat pomocy Albanii we wszystkich dziedzinach: rozwoju społecznego, ekonomicznego, kulturalnego. Albańczycy otrzymali możliwość studiów na radzieckich uniwersytetach, do Albanii przyjeżdżali radzieccy specjaliści (3 tys. w 1950) opracowując plany rozwoju kraju, Związek Radziecki udzielał Albanii kredytów. Do Tirany przybyli również radzieccy specjaliści wojskowi. W latach 1956–1960 ZSRR dostarczał okręty albańskiej marynarce wojennej.

## Stosunki radziecko-albańskie po śmierci Stalina

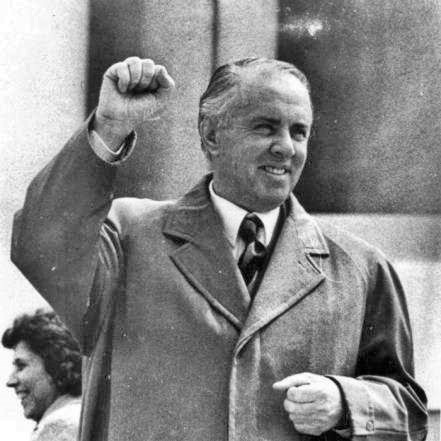
Enver Hodża

Po śmierci Stalina nowe radzieckie kierownictwo na czele z Nikitą Chruszczowem dokonało częściowej reorientacji polityki zagranicznej państwa. W 1955 Chruszczow odwiedził Belgrad; relacje radziecko-jugosłowiańskie zaczęły się poprawiać. Dla Albanii stwarzało to ryzyko ponownej marginalizacji, kraj ten bowiem odgrywał znaczącą rolę w polityce radzieckiej, dopóki Jugosławia była traktowana jako wróg. Albańskiego przywódcę Envera Hodżę niepokoiła również destalinizacja w ZSRR, która oznaczała krytykę sposobu sprawowania przez niego rządów. Od czasu naprawy stosunków radziecko-jugosłowiańskich Hodża obawiał się, że zostanie przeciwko niemu przeprowadzony zamach stanu, równocześnie z powodu uzależnienia Albanii od zagranicznych kredytów nie mógł zrezygnować ze współpracy z ZSRR. Sytuację zmieniła rywalizacja radziecko-chińska. Chiny również były gotowe udzielać Albanii kredytów. Od 1956 do 1959 trwała w tym zakresie swoista rywalizacja między Pekinem a Moskwą. W 1960 Tirana ostatecznie przyjęła orientację prochińską. Wyrazem tego było wystąpienie Gogo Nushiiego na Radzie Generalnej Światowej Federacji Związków Zawodowych w Pekinie, podczas którego polityka odwilży została poddana krytyce. Następnie inny mówca podkreślał trwałość związków albańsko-chińskich.
ZSRR starał się wywierać naciski na Albanię, by skłonić ją do rezygnacji z prochińskiego kursu. Chruszczow sugerował m.in., że żyjący w Albanii Grecy nie mają możliwości swobodnego rozwoju i wstrzymał pomoc ekonomiczną, w tym dostawy żywności w okresie nieurodzaju. Albania za pośrednictwem chińskim pozyskała wówczas zboże z Kanady. Od 1960 Enver Hodża nie spotykał się osobiście z kierownictwem ZSRR, w obawie o swoje życie. W listopadzie tego roku rozłam radziecko-albański był już faktem powszechnie znanym.

## Konsekwencje
Z kierownictwa Albańskiej Partii Pracy usunięto polityków opowiadających się za kursem proradzieckim, m.in. Liri Belishova, Maqo Çomo, Koço Tashko. Radzieckich doradców umieszczono pod policyjną obserwacją, wprowadzony został ścisły nadzór ambasad krajów socjalistycznych według tych samych zasad, które dotąd dotyczyły jedynie placówek dyplomatycznych krajów kapitalistycznych. Po niepowodzeniu mediacji radzieckiego dyplomaty Josifa Szykina, w grudniu 1961 stosunki dyplomatyczne między ZSRR i Albanią zostały całkowicie zerwane. Konsekwencją było zerwanie współpracy również z innymi państwami Bloku Wschodniego. W 1962 roku Albania  zaprzestała prac w składzie Układu Warszawskiego, z którego w ogóle wystąpiła we wrześniu 1968 roku.
Wcześniej, ZSRR rozpoczął ewakuację bazy marynarki wojennej we Wlorze, udostępnianej przez Albanię. Władze w Tiranie zatrzymały cztery radzieckie okręty podwodne (projektu 613), przekazane w 1960 roku i obsadzone już przez albańskie załogi, traktując je jako zapłatę za korzystanie z bazy, natomiast Sowieci wyprowadzili w czerwcu z bazy dalsze 8 okrętów podwodnych, które dopiero miały być przekazane Albanii. W 1961 do Albanii musiało wrócić kilkuset studentów, kształcących się w momencie rozłamu na uczelniach w różnych państwach Bloku Wschodniego. Załamała się albańska turystyka; do centrów turystycznych wybudowanych nad albańskim morzem w poprzednich latach przyjeżdżali przede wszystkim obywatele radzieccy. Przerwana została budowa Pałacu Kultury w centrum Tirany (ukończonego ostatecznie przez samych Albańczyków w 1966).
Chiny były strategicznym partnerem Albanii do 1978, następnie relacje z ChRL uległy pogorszeniu, po czym doszło do rozłamu chińsko-albańskiego.